# Tranan (biograf)

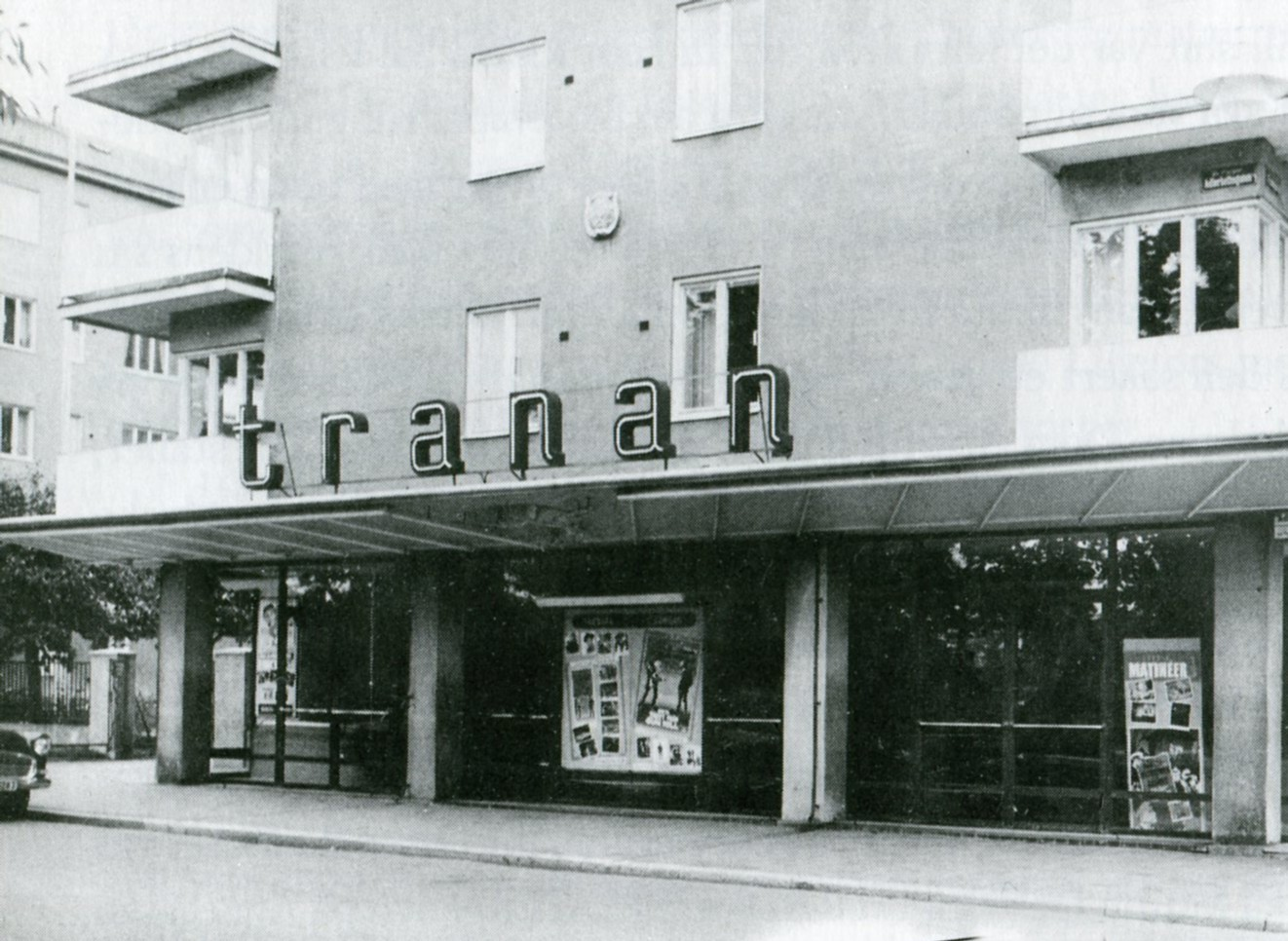
Tranan på 1950-talet.

Tranan var en biograf i Fredhäll på Kungsholmen i Stockholm med adress Adlerbethsgatan 21, alldeles invid Fredhällsparken. Den första föreställningen gavs i september 1933 och den sista i april 1961.

## Historik

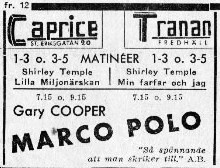
Bioannons, från 1938.

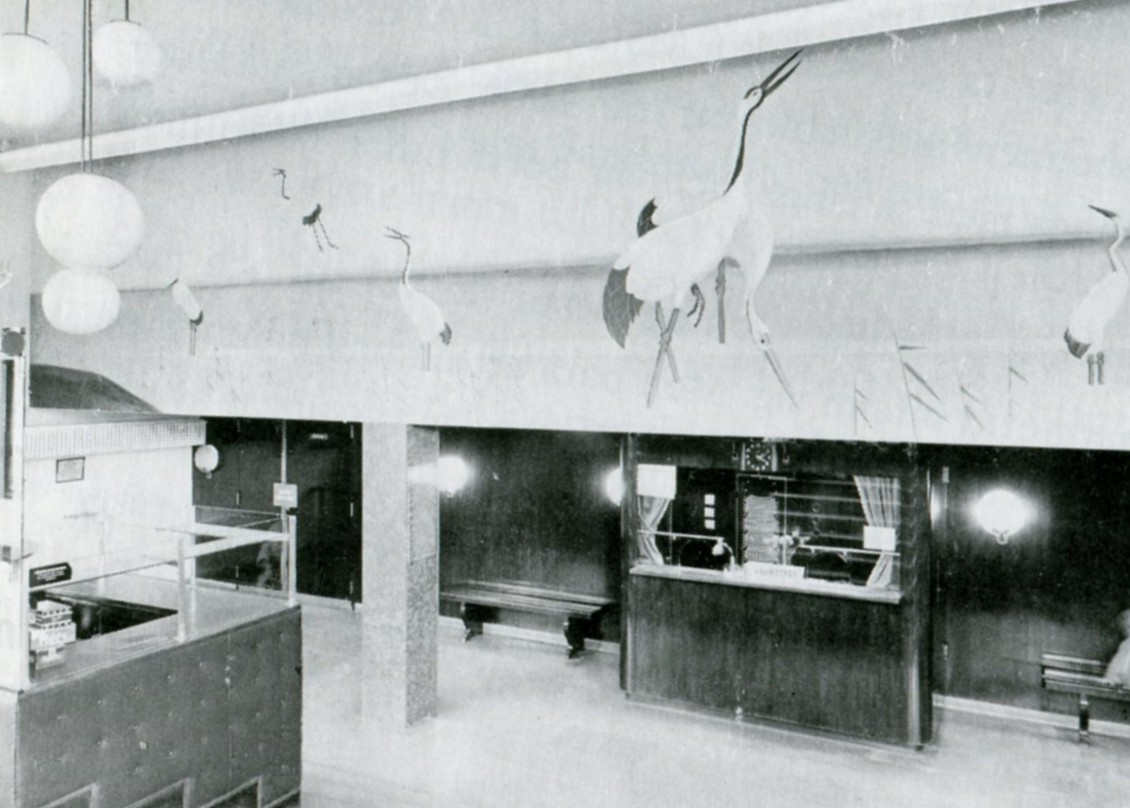
Biografens foajé.

Tranan var en ren kvartersbiograf som invigdes i september 1933 i det nybyggda bostadsområdet i Fredhäll. Byggherren för bostäderna och biografen var HSB och som arkitekt anlitades Sune Lindström. För biografens utsmyckningar och väggmålningar stod konstnären Einar Jolin. Formgivningen var strikt och funktionalistisk. Tranans namn lyste i neon, skrivet med gemena bokstäver. Skyltar fanns både på hustaket och på den långsmala baldakinen. I foajén fanns stora väggmålningar med tranor. Belysningen i salongen bestod av stora, i taket infällda, glasplattor.
Från början hade biografen 500 stolar som var klädda i rött tyg. Salongens golv hade en stark lutning. Tranan hörde till Karl Hjalmar Lundblads biografkedja Paradenbiograferna. Utöver "flaggskeppet" Paraden ingick bland andra Caprice, Strand, Fågel Blå och Esplanad. 
Tranan blev ett offer för biografdöden och stängde i april 1961.
Numera används lokalen som fotostudio och konferenslokal (först Ateljé von Sterneck, senare Studio Tranan).